# يي غوانغفو
يي غوانغفو (مواليد 1 سبتمبر 1980) هو رائد فضاء صيني تم اختياره ضمن برنامج شنتشو.